# Khleang

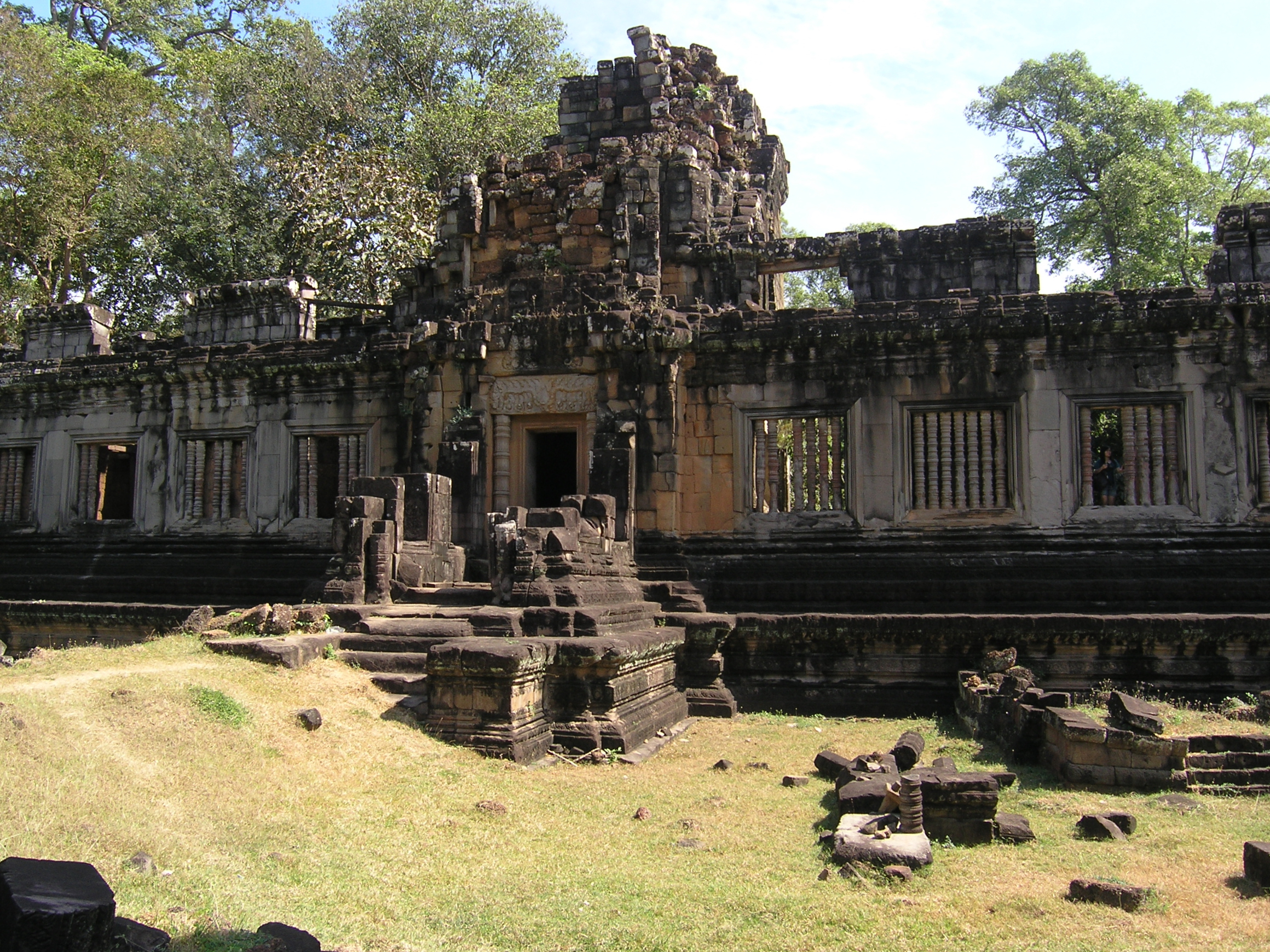
Galeriehalle des nördlichen Khleang mit Überresten des Vorbaus

Die Khleang (Khmer ឃ្លាំង, UNGEGN-Romanisierung khleăng, IPA [kʰleəŋ]) sind Zwillingsbauten in Angkor Thom in Kambodscha und Teil des UNESCO-Welterbes Angkor. Der nördliche und der südliche Khleang stehen unmittelbar östlich der Turmreihe Prasat Suor Prat und blicken westlich auf den Königspalast von Angkor Thom. Sie entstanden Ende des 10. bis Anfang des 11. Jahrhunderts im nördlichen Teil von Yasodharapura, der damaligen Hauptstadt des Khmerreichs. Die frühere Funktion der Khleang ist nicht geklärt und bis heute umstritten. Eine Verwendung als Lagerhäuser oder Schatzkammer, wie es ihr moderner Name nahelegt, kann ausgeschlossen werden.

## Geschichte

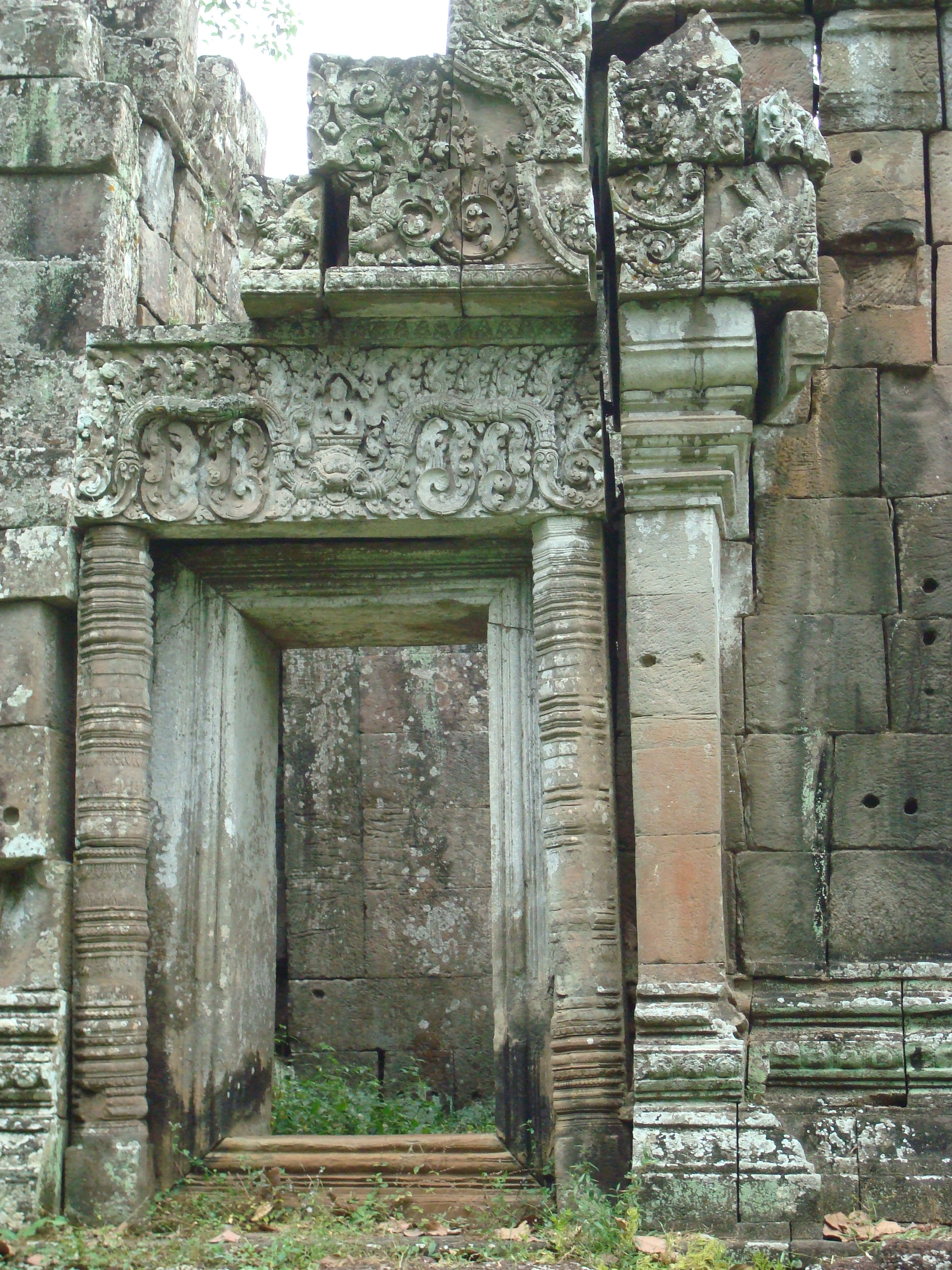
Verzierter Türgiebel im südlichen Khleang. Die abgebildete Girlande wird in der Mitte vom Dämon Kala gehalten.

Der nördliche Khleang entstand zwischen Ende des 10. und Anfang des 11. Jahrhunderts im Khmerreich, womöglich unter der Herrschaft von König Jayaviravarman im ersten Jahrzehnt des 11. Jahrhunderts. Der kurze Zeit später gebaute und kleinere südliche Khleang blieb unvollendet. Der französische Archäologe Maurice Glaize, der im Auftrag der École française d’Extrême-Orient (EFEO) Mitte des 20. Jahrhunderts Angkor erforschte und die Bauwerke konservierte, gibt in Les monuments du groupe d’Angkor Jayavarman V., der von 968 bis 1001 regierte, oder Suryavarman I. als mögliche Bauherren an. Der buddhistische Suryavarman I. konnte sich bei Thronfolgestreitigkeiten im ersten Jahrzehnt des 11. Jahrhunderts gegen Jayaviravarman durchsetzen und war bis 1050 König des Khmerreichs. Neuere Forschungen datieren den südlichen Khleang gleichfalls in die Regentschaft von Suryavarman I. oder Jayavarman V.
Gestalterisch sind die Khleang in die Phase zwischen Pre-Rup- und Baphuon-Stil einzuordnen. Ihre Verzierungen deuten auf die Zeit kurz nach Erbauung des Tempels Banteay Srei hin. Beim nördlichen Khleang fanden sich zwei Inschriften, die aus der Herrschaftsperiode Suryavarmans I. (1006/10–1050) stammen. Im südlichen Khleang stieß man auf zwei Inschriften, die den Schwur der Arbeiter wörtlich wiederholen, der auch 1011 an den Türpfosten der östlichen Gopura des Königspalastes von Angkor Thom eingraviert wurde. Dieser Fund war ein wichtiger Hinweis bei der Rekonstruktion der Baugeschichte. Angkor Thom als abgegrenzte Stadt existierte zur Entstehungszeit der Khleang noch nicht; diese und andere bereits existierende Bauten des späteren Angkor Thom bildeten zu dieser Zeit den nördlichen Teil der alten Hauptstadt Yasodharapura.
Obwohl der moderne Name Khleang übersetzt „Tempel der Lagerhäuser“ oder „Tempel der Schatzkammer“ bedeutet, kann eine derartige Funktion sicher ausgeschlossen werden. Ihr Zweck wird bis heute diskutiert, unter anderem besteht die Annahme, sie könnten als Empfangshallen für auswärtige Würdenträger gedient haben. Wie bei den meisten anderen Bauwerken Angkors überwucherte tropische Vegetation die Khleang, nachdem sich im 15. Jahrhundert das Zentrum des Khmer-Reiches nach Phnom Penh im Süden verlagert und Angkor seine frühere Bedeutung verloren hatte. 1908 befreite der Archäologe Jean Commaille im Auftrag der EFEO die Bauten von ihrem Überwuchs; in den Jahren 1919 bis 1920 setzte sein Kollege Henri Marchal diese Arbeiten fort. 1992 wurde Angkor und somit auch die Khleang zum UNESCO-Welterbe erklärt.

## Architektur

Übersichtsplan von Angkor Thom mit nördlichem und südlichem Khleang

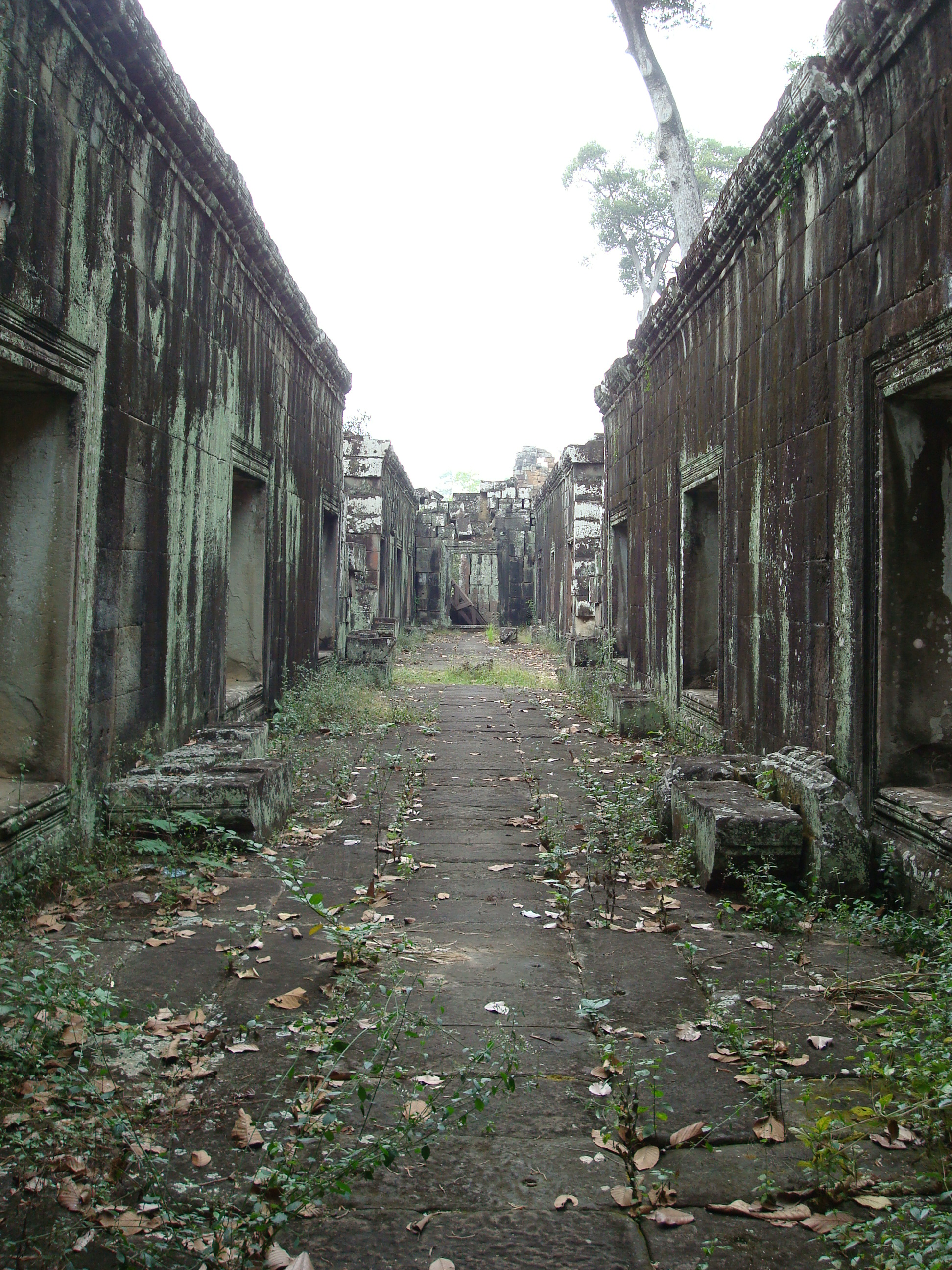
In der Galeriehalle des südlichen Khleang

Die Khleang liegen nördlich und südlich parallel zur Siegesallee, die zum Königspalast von Angkor Thom führt. Zwischen den Khleang und der Siegesallee liegt jeweils ein 90 × 48 m großer Teich. Die Khleang sind auf den ersten Blick von ähnlicher, nämlich rechteckiger und länglicher Erscheinungsform und als Galeriehallen von großen Säulenfenstern belichtet. Östlich und westlich sind ihnen zentral kreuzförmige Vestibüle vorgelagert. Beide verfügten über einen Innenhof, bei dem im nördlichen Khleang ein Prasat als zentrales Heiligtum erhalten ist. An die zentralen Galeriehallen schließen sich jeweils nördlich und südlich auf niedrigerer Ebene Annexe an.
Der Baustil der Khleang ist unverwechselbar mit typischen Elementen wie äußeren Galerien mit Gopuras in Kreuzform und viergeteilten Türsturzen mit Darstellungen von Kala, die Blumengirlanden in Händen hält, und Statuen, welche ein mildes Lächeln zeigen und geflochtene Haare haben. Innerhalb Angkors findet man ihn bei den Tempeln Ta Keo und Phimeanakas, dem zentralen Tempel des Königspalastes von Angkor Thom, wieder. Außerhalb von Angkor trifft man ihn unter anderem in Phnom Chisor und Preah Khan an. Für die Zeit von 1010 bis 1050 spricht man deshalb vom Khleang-Stil.

### Südlicher Khleang
Der unvollendet gebliebene südliche Khleang hat eine Breite von 4,2 m und ist 45 m lang. Er besitzt 0,9 m dicke Wände aus Sandstein, die an der Basis und am Gesims dekoriert sind. An den beiden Hauptseiten, also nach Westen und Osten, befinden sich große rechteckige Fenster mit sieben Geländersäulen. Der östliche und westliche Portikus hat vier Fenster, deren hölzerne Giebel nicht mehr erhalten sind. Die Galerie des südlichen Khleang ist über 45 m lang. Einzige Dekoration ist ein Fries unter dem Gesims. Die auf niedrigerer Ebene an die zentrale Galeriehalle stoßenden Kammern schließen mit einem Scheinportal nach außen ab und haben ein Fenster nach Westen. Nach Osten führte eine schmale Tür zu weiteren Galerien, darunter zwei weitere, die in nordsüdlicher Richtung verliefen. Diese vier aus leichterem Material gebauten Galerien sind nicht mehr erhalten. Insgesamt umschlossen die Galerien einen zweigeteilten Innenhof von 50 × 30 m. Die östliche Tür des südlichen Anbaus ist von eleganten Säulen flankiert.

### Nördlicher Khleang

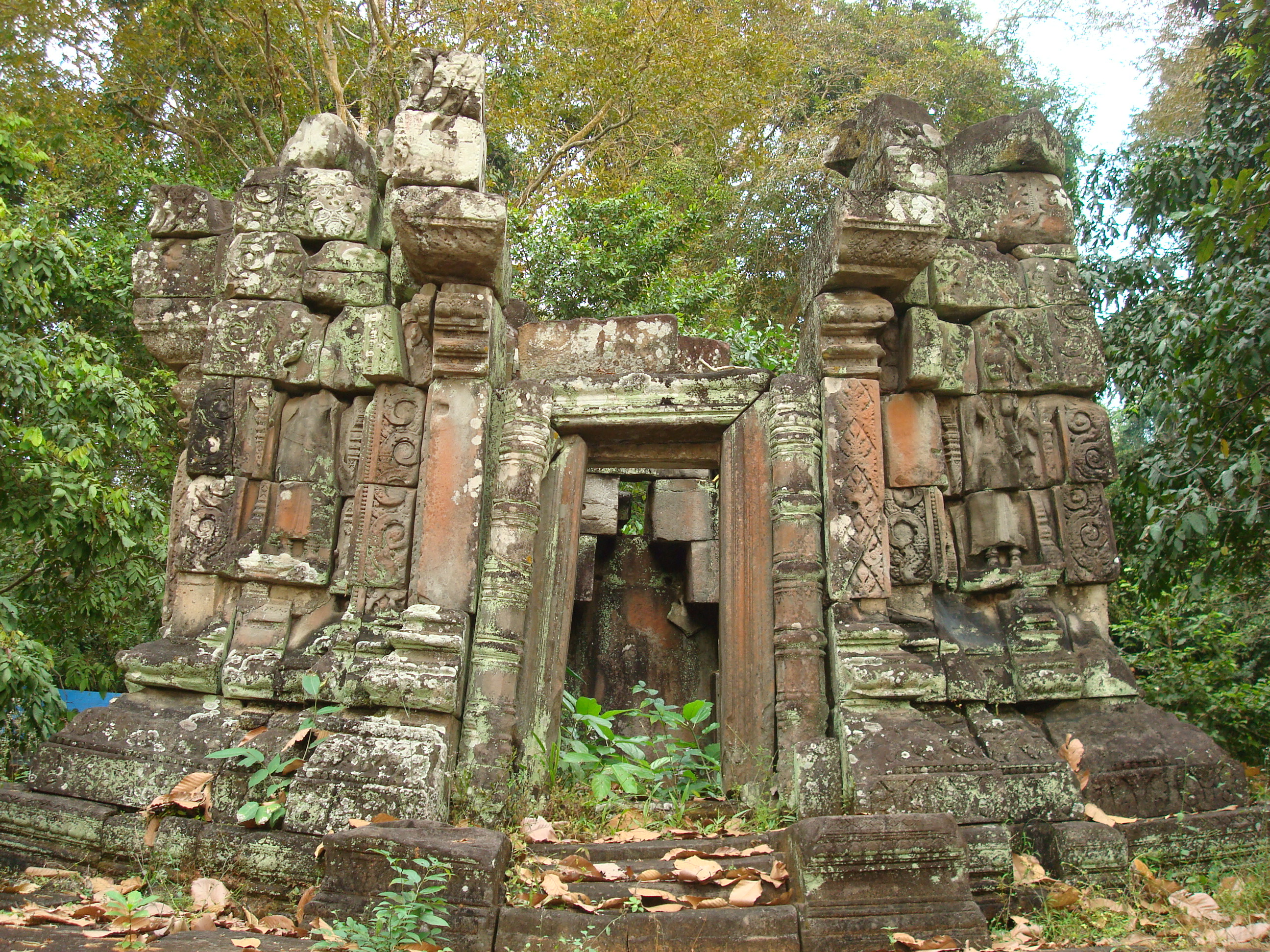
Eingang zum kleinen Heiligtum im nördlichen Khleang

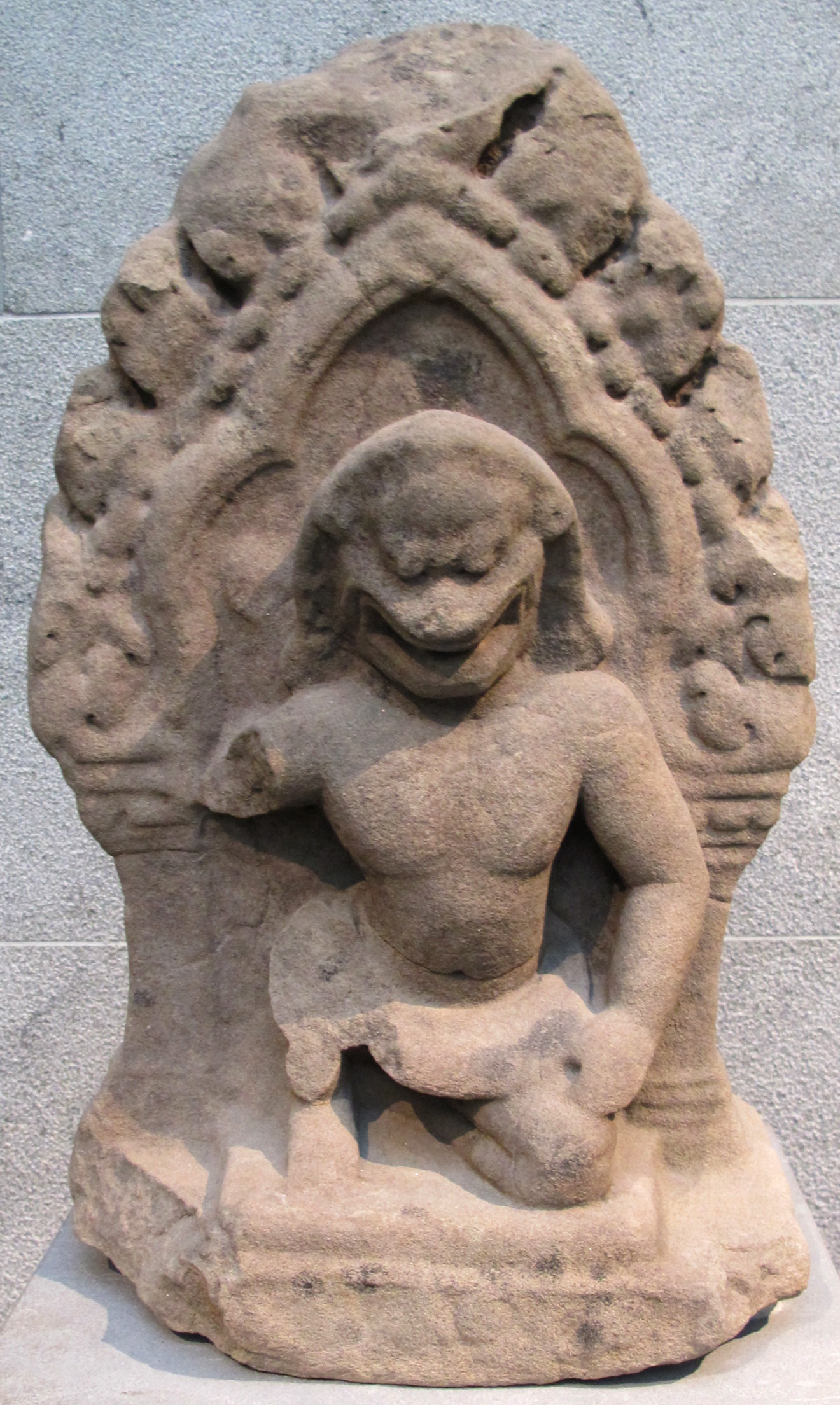
Fundstück aus dem nördlichen Khleang im Museum Guimet

Der nördliche Khleang besitzt vor dem Zentralbau eine kreuzförmige Terrasse späteren Datums, die auf aufgeschüttetem Untergrund steht. Ihre Balustrade hat die Form von Nagas. Insgesamt ist der nördliche, 60 m lange und 4,7 m breite Khleang von imposanterer Erscheinung als der südliche und akkurater gearbeitet. Die gesamte Oberfläche der Plinthe ist mit klassischen Reliefskulpturen und gegeneinander versetzten Diamantenmotiven und einem zentralen Band von Girlanden verziert, die für die Khmer-Architektur als besonders fein gestaltet gelten. Der Vorbau ist von quadratischer Grundform und hat vier Fensteröffnungen. Die Säulen des nördlichen Khleang verfügen über vier große Bänder, was für eine ältere Datierung als beim südlichen Khleang spricht. Da sie über vier Bänder weniger verfügen als die Säulen des südlichen Khleang, sind sie robuster, während die Vorderseite und der Türsturz mit dem Kopf Kalas, der von vegetativem Rollwerk eingefasst ist, Charakteristiken des 10. bis 11. Jahrhunderts zeigt. Die östlichen und westlichen Türstürze der zentralen Halle sind mit Blumenvoluten verziert. Die Mauern sind mit 1,5 m dicker als die des südlichen Khleang und unterstützten im schmucklosen Inneren wahrscheinlich ein Scheinstockwerk, welches aufgrund der damaligen Praxis, das Steinwerk über der Tür- und Fensterleibung mit doppelten Balken zu stützen, eingestürzt ist. Zur Verblendung wurde Sandstein benutzt, während das Grundskelett aus Laterit ist. Im zentralen Teil der langen Galerie wurde in späterer Zeit das geflieste Dach durch ein Gemäuer durchbrochen, das einen Turm bildete, welcher zum großen Teil eingestürzt ist. Die Grundfläche dieses Zentrums ist quadratisch mit 4,5 m Seitenlänge, während die beidseitig sich anschließenden Galerien 18,7 m lang und 4,7 m breit sind und in je einer Halle enden, von der zwei Türen nach Osten führen.
In der Galerie wurden zwei bronzene Statuetten gefunden, die Vishnu und Lokeshvara darstellen. Im Osten befinden sich gleich dem südlichen Khleang Galerien, die den Innenhof umfassen. Hier war es möglich, Teile der äußeren Mauer mit Gesims und langen horizontalen Fensteröffnungen wiederherzustellen. Im Zentrum des Innenhofs liegt ein kleineres, kreuzförmiges Heiligtum in Form eines Prasat, das sich dem Stil Angkor Wats annähert und auf einer üppig verzierten Plattform steht. Von dieser ist nur noch die Hauptebene erhalten. Früher war das Heiligtum wahrscheinlich über die Plinthe axial mit den Galerien verbunden und bildete so eine Kreuzform. Die Kammer des zentralen Heiligtums ist 2 × 2 m groß und hat in jede Richtung eine Türöffnung.
Im Osten schließt der Innenhof mit einem Gopuram ab. Dieser öffnet sich zu einem weiteren Innenhof, der von einer Lateritmauer gebildet wird. In ihm liegen zwei sogenannte Bibliotheken mit je einer Türöffnung nach Osten. Die Funktion dieser für die Architektur der Khmer typischen Bauten, welche am rechteckigen Grundriss, dicken Mauern, einem einzigen Portal und schießschartenartigen Öffnungen zur Belichtung zu erkennen sind, ist bisher unbekannt. In der Mitte dieses zweiten Innenhofs liegt ein kleines Heiligtum in Form eines griechischen Kreuzes. Es steht auf einer umfangreich verzierten Plattform, hat drei Scheintüren, axiale Treppen und weist Medaillons mit Tänzern auf.